# Cryptocarya viridiflora
Cryptocarya viridiflora är en lagerväxtart som beskrevs av André Joseph Guillaume Henri Kostermans. Cryptocarya viridiflora ingår i släktet Cryptocarya och familjen lagerväxter. Inga underarter finns listade i Catalogue of Life.